# Viezuri, Alba
Viezuri este un sat în comuna Ceru-Băcăinți din județul Alba, Transilvania, România.